# Lo Hsing Han
Cette page contient des caractères spéciaux ou non latins. S’ils s’affichent mal (▯, ?, etc.), consultez la page d’aide Unicode.
Dans ce nom chinois, le nom de famille, Lo, précède le nom personnel.
Lo Hsing Han ou Law Sit Han (birman လော်စစ်ဟန်, lɔ̀ sɪʔ hàɴ ; chinois 羅興漢 — 罗兴汉, Luó Xīnghàn, né au Kokang (territoire actuellement intégré à l'État Shan, en Birmanie) le 25 septembre 1935  et mort le 6 juillet 2013 à Rangoun) est un ancien trafiquant de drogues birman, et homme d'affaires majeur de Birmanie, lié financièrement avec Singapour. Il est d'ethnie Kokang.

## Première carrière
Il aurait commencé sa carrière de trafiquant d'opium comme chef d'une milice locale appelée Ka Kwe Ye (KKY, signifiant « défense » en birman), mise sur pied avec les encouragements du général Ne Win pour combattre le Parti communiste de Birmanie. Au début des années 1970, il était devenu une figure importante du trafic de stupéfiants en Asie. Il fut arrêté en août 1973 en Thaïlande et condamné à mort pour trahison pour sa brève alliance avec les insurgés de l'Armée de l'État Shan (SSA). Il fut libéré à l'occasion de l'amnistie générale de 1980.

## Nouveau départ
Quand les troupes du Kokang et de l'État Wa se révoltèrent contre le Parti communiste de Birmanie en 1989, le chef du renseignement militaire Khin Nyunt trouva en Lo un utile intermédiaire pour arranger rapidement des accords de cessez-le-feu. En remerciement, Lo bénéficia d'intéressantes opportunités d'affaires et de la permission officieuse de reprendre son trafic de drogues avec les mutins. Il reconstruisit immédiatement son narco-empire, perdu 15 ans auparavant au profit de Khun Sa, chef rival du KKY de Loi Maw. 17 nouveaux laboratoires de fabrication d'héroïne furent installés en un an au Kokang et dans les zones voisines.

## Homme d'affaires
En juin 1992, il fonda Asia World Company, d'abord simple société écran pour son trafic de drogues. Son fils, Steven Law (ou Tun Myint Naing), marié à Cecilia Ng de Singapour en 1996, dirige la compagnie, qui a remporté des contrats pour des millions de dollars dans les secteurs de la construction et de l'énergie,,. La famille Lo possède aussi 10 % du Traders Hotel, dans le centre de Rangoon. Après le Cyclone Nargis, en février 2008, le gouvernement américain a mis Lo, son fils et sa belle-fille, avec les 10 sociétés qu'ils possèdent à Singapour, sur la liste des barons d'affaires de la junte birmane objets de sanctions internationales.
Selon l'hebdomadaire britannique The Observer, Lo Hsing Han est un des organisateurs de l'opulent mariage de la fille du dictateur Than Shwe en 2006.
Il est mort le 6 juillet 2013 à Rangoun, sa mort étant annoncée officiellement le 8.